# Heisgeir

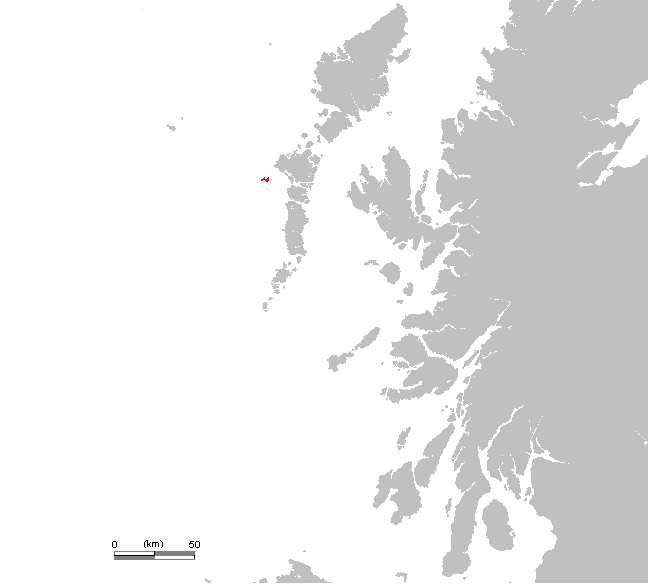
Locatie

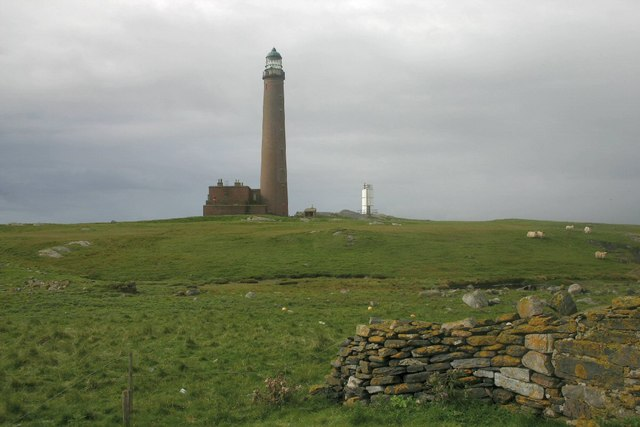
Vuurtorens op Heisger

Heisgeir (alternatieve spellingswijzen: Heisker, Heiskeir), ook wel Monach-eilanden (na h-Eileanan Monach) genoemd, is een kleine archipel in de Buiten-Hebriden.
Heisgeir bestaat uit drie grotere eilanden, Ceann Iar (West-uiteinde), Ceann Ear (Oost-uiteinde) en daar tussenin het eilandje Sibhinis (Shivinish). Ten westen van Ceann Iar ligt nog het eilandje Siolaidh (Shillay), en ten noordoosten van Ceann Ear het kleine rotsje Stocaigh (Stockay). Daarenboven ligt aan de zuidtip van Ceann Ear nog een rots, Scrote Mòr genaamd. Er zijn een aantal kleine lochs op het zuiden van Ceann Ear en het westen van Ceann Iar. De eilanden liggen zo'n 20 kilometer ten zuidwesten van Uibhist a Tuath, en zijn zichtbaar vanaf de zuidwestkust van dit eiland, ter hoogte van Cnoc an Torrain en het kusteiland Circebost.
De andere naam voor Heisgeir, Eilean Mònach ("Monnikeneiland"), herinnert aan het feit dat hier eeuwen geleden daadwerkelijk afgezonderde priesters vertoefden. Op Heisgeir bevinden zich nog de ruïnes van oude huizen, de zogenaamde blackhouses: de archipel werd nog tot in de 20e eeuw bewoond. Parallel met Saint Kilda verzochten de inwoners uiteindelijk om hun evacuatie. Thans worden de eilanden door lokale boeren uit Uibhist a Tuath gebruikt als graasgrond voor hun schapen. Tevens verblijft op Heisgeir een kolonie van zo'n 9000 grijze zeehonden. De eilanden zijn van aan de kust van Uibhist a Tuath goed te zien op heldere dagen, en men kan ze met behulp van plaatselijke vissers bezoeken. Heisgeir mag men niet met Haskeir verwarren.
Oran Molaidh do Ghilleasbaig às Heisgeir is een traditioneel lied uit Uibhist a Tuath, over de jonge Archibald uit Heisgeir, die in de vroege 20e eeuw van het eiland werd verjaagd.